# گلوریا جوزف
گلوریا آیدا جوزف (به انگلیسی: Gloria Ida Joseph) (۱۹۲۷/۱۹۲۸ – ۶ اوت ۲۰۱۹) یکی از دانشگاهیان، نویسندگان، مربیان و فعالان آمریکایی-آفریقایی بود که به‌عنوان یک نویسنده لزبین، فمینیست، سیاهپوست، رادیکال، خودشناس و ترکیب‌گرا شناخته می‌شد. بورس تحصیلی جوزف، به‌عنوان یکی از بورس‌های اختصاص داده شده بر نژاد، جنسیت، تمایلات جنسی و طبقه محسوب می‌شد. او به خاطر کار پیشگامی خود در حوزه فمینیسم سیاهپوست و فعالیت‌هایش دربارهٔ مسائل زنان سیاهپوست در سراسر دیاسپورا، به‌ویژه در کارائیب و آفریقای جنوبی، شناخته شده بود.

## سنین جوانی و تحصیل
گلوریا آیدا جوزف، نام اصلی دانیل جوزف و آیدا دیوید جوزف، در خانواده‌ای از سنت کرویکس به دنیا آمدند و در ادامه به شهر نیویورک مهاجرت کردند. او در آنجا بزرگ شد و در دوران دبیرستان در رشته‌های بسکتبال و هاکی روی چمن فعالیت می‌کرد. همچنین، خواهرزادهٔ کاسپر هلشتاین، راکت‌باز اهل آمریکا و یکی از معروف‌ترین بازیکنان تنیس جهان، نیز بود.
جوزف پس از فارغ‌التحصیلی از مدرسه، در دانشگاه نیویورک تحصیلات خود را ادامه داد و در رشته بهداشت، تربیت بدنی و تفریح مدرک لیسانس خود را کسب کرد. سپس به دنبال آن، مدرک کارشناسی ارشد خود را در خدمات روان‌شناسی از سیتی کالج نیویورک دریافت کرد و به عنوان مشاور راهنمایی در شهر نیویورک فعالیت کرد. در سال ۱۹۶۷، جوزف موفق به کسب مدرک دکترای خود در رشته روان‌شناسی تربیتی از دانشگاه کرنل شد.

## حرفه
جوزف در کالج همپشایر به عنوان استاد در دانشکده علوم اجتماعی مشغول به کار بود، و در سال ۱۹۶۹ دپارتمان مطالعات سیاه‌پوستان را در این دانشگاه تأسیس کرد. وی همچنین به عنوان عضو کمیته COSEP فعالیت می‌کرد که در آن به استخدام و حفظ دانش‌آموزان سیاه‌پوست و لاتین‌تبار در مدارس کمک می‌کرد. او در طول زندگی حرفه‌ای خود نویسنده‌ای پرکار بود و به موضوعاتی از جمله فمینیسم، نژاد، تمایلات جنسی و کنش‌گرایی پرداخت. جوزف همچنین انجمن Sisterhood in Support of Sisters را در حمایت از زنان آفریقای جنوبی، در سووتو، تأسیس کرد.
در دهه ۱۹۸۰، پس از بازنشستگی از کالج همپشایر، جوزف به همراه شریک زندگی‌اش آدره لرد به سنت کرویکس بازگشت، و به مدت دو دهه به عنوان استاد ممتاز در دانشگاه‌های مختلف به نوشتن و سخنرانی پرداخت. در طول اقامت خود در این منطقه، آنها مدرسه چه لومومبا برای حقیقت و ائتلاف زنان سنت کروکس را در سال ۱۹۸۱ تأسیس کردند، این ائتلاف بر ریشه کنی خشونت محلی مبتنی بر جنسیت متمرکز بود. جوزف همچنین Doc Loc Apiary را برای تولید عسل محلی تأسیس کرد.
پس از درگذشت آدره لرد در سال ۱۹۹۲، جوزف کتاب «روح باد است: زندگی، عشق و میراث آدر لرد» (۲۰۱۶) را منتشر کرد، این کتاب شامل مجموعه‌ای از مقاله‌ها، عکس‌ها و خاطرات گروهی متنوع از مشارکت‌کنندگان است که در مورد تأثیر لرد بر زندگی، کارشان نظر می‌دهند. و کنشگری." جوزف و آدره لرد قبل از درگذشت آدره دربارهٔ این پروژه بحث گسترده‌ای داشتند. جوزف برای کمک به بودجه نوشتن و انتشار کتاب از پلتفرم کیک‌استارتر استفاده کرد. گلچین-بیوگرافی جایزه ادبی لامبدا در سال ۲۰۱۷ و جایزه انتشار برجسته انجمن زنان در روان‌شناسی در سال ۲۰۱۷ را به دست آورد.

## زندگی شخصی
یوسف یک لزبین بود. او شریک زندگی نویسنده پرکار فمینیست سیاه‌پوست، آدر لرد بود. آنها از سال ۱۹۸۱ تا سال ۱۹۹۲، زمانی که آدر لرد به علت سرطان در جزیره بومی جوزف در سنت کروکس درگذشت، با یکدیگر زندگی می‌کردند. بعد از مرگ لرد، یوسف رابطه‌ای طولانی مدت با هلگا، یک فعال آفریقایی-آلمانی داشت که تا زمان مرگ یوسف در سال‌های بعد، به مدت بیش از ۲۰ سال ادامه داشت.

## مرگ
در تاریخ ۱۶ اوت ۲۰۱۹، جوزف در سن ۹۱ سالگی در خانه‌اش در سنت کرویکس درگذشت.

## آثار
- تفاوت‌های مشترک: درگیری‌ها در دیدگاه‌های فمینیستی سیاه و سفید (با جی. لوئیس). ۱۹۸۶، ساوث اند چاپشابک ‎۹۷۸۰۸۹۶۰۸۳۱۷۲
- جهنم تحت فرمان خدا: طوفان هوگو در سنت کروکس – فاجعه و بقا (با H. Rowe و A. Lorde). 1990، Winds of Change Pressشابک ‎۹۷۸۰۹۶۲۷۹۷۲۱۷
- به موقع و در مرحله: اتحاد مجدد در جاده افتخار. ۲۰۰۸، Winds of Change Pressشابک ‎۹۷۸۰۵۷۸۰۰۲۴۹۱
- باد روح است: زندگی، عشق و میراث آدر لرد. ۲۰۱۶، رسانه ویلاروساشابک ‎۹۷۸۱۶۸۲۱۹۰۱۹۷